# Вирсум, Петер
Петер Вирсум (нидерл. Peter Wiersum, род. 1 ноября 1984) — голландский спортсмен, гребец, призёр чемпионата Европы и мира по академической гребле, а также Летних Олимпийских игр 2016 года.

## Биография
Петер Вирсум родился 01 ноября 1984 года в городе Саттон Колдфилд, Западный Мидленд, Великобритания. Профессиональную карьеру гребца начал с 2005 года. Тренируется и представляет клуб — Proteus-Eretes DSRV, Делфт. Первые соревнования международного уровня, на которых Вирсум принял участие был — III этап кубка мира по академической гребле 2006 года в Люцерне (2006 WORLD ROWING CUP III). В составе восьмёрки с результатом 05:59.540 его команда заняла 5 место, уступив борьбу за бронзу соперникам из Нидерландов (вторая команда (05:51.880 — 4-е место)) и Польши (05:48.890 — 3-е место). В этом заплыве он выступил в качестве рулевого.
Первое чемпионское золото Вирсум выиграл на чемпионате мира по академической гребле 2007 года, что проходил в Мюнхене. С результатом 05:42.060 в заплыве восьмёрок голландские гребцы заняли первое место, обогнав соперников из Германии (05:44.520 — 2-е место) и Италии (05:46.330 — 3-е место).
Бронза в активе Вирсума была заработана на чемпионате Европы по академической гребле 2013 года в Севилье в составе восьмерки. Его команда пришла к финишу третей, уступив соперникам из Польши и Германии.
На  чемпионате мира по академической гребле 2015 года, который проходил во французском городе Эгбелет-ле-Лак, Вирсум занял третье место в составе голландской восьмёрки.
Во время Летних Олимпийских играх 2016 в Рио-де-Жанейро, выступление Вирсум в составе восьмёрки принесло бронзовую медаль. Голландские гребцы с результатом 05:31.590 уступили первенство командам из Германии (05:30.960 — 2-е место) и Великобритании (05:29.630 — 1-е место).